# Yuji Keigoshi
Yuji Keigoshi (慶越 雄二, Keigoshi Yuji) est un footballeur japonais né le 17 septembre 1963 dans la préfecture de Kagoshima au Japon.

## Palmarès
- Championnat du Japon :
  - Champion en 1993, 1994 (Verdy Kawasaki).